# Guido Buzzelli
Guido Buzzelli (Roma, Italia, 27 de julio de 1927 - ib., 24 de enero de 1992) fue un pintor, ilustrador e historietista italiano, muy activo en su país y en Francia.
Artista de gran fuerza expresiva y sólida técnica, es considerado uno de los maestros de la historieta de autor, siendo definido el "Miguel Ángel de los monstruos" por el escritor Michel Grisolia o el "Goya italiano" por Michel Bourgeois, debido a su estilo innovador y grotesco.

## Biografía
Nació en el seno de una familia de artistas: su abuelo fue decorador, su padre pintor y su madre modelo. El joven Guido estudió en la Academia de San Lucas e, inicialmente, siguió los pasos de su padre, aunque ya experimentando nuevas técnicas de pintura pese a su educación clásica.
Se formó en el estudio de Rino Albertarelli y, a los 18 años, debutó como historietista en el semanal Argentovivo, con la historia "Il monaco nero". A principios de los años 1950, trabajó para la revista Zorro del editor Gioggi y para cómics como Susan Bill, Alex l'eroe dello spazio, Bill dei Marines, Bambola o Dray Tigre. También ilustró las portadas de algunas revistas editadas por Fratelli Spada, como Mandrake, Flash Gordon o L'Uomo Mascherato. Luego trabajó en España y en el Reino Unido, donde creó Angélique para el Daily Mirror (1954). Una vez vuelto a Italia, se casó con Grazia de Stefani en 1960, la cual se convertirá en su principal colaboradora. Hasta mediados de los años 1960, prefirió desempeñarse como pintor. En 1966, volvió a la historieta realizando La rivolta dei racchi, obra que, presentada el año siguiente durante el Lucca Comics, fue publicada en Francia con el título La révolte des ratés en la revista Charlie Hebdo gracias a Georges Wolinski, en 1970: gracias a esta obra de ruptura de tonos grotescos, Buzzelli logró un amplio reconocimiento internacional. 
En ese momento, Buzzelli obtuvo una buena respuesta de público más en Francia que en su país natal, publicando sus trabajos principalmente en revistas del país galo, como Pilote, Circus, L'Écho des Savanes, Vailant, Métal Hurlant o À Suivre. Realizó obras de denuncia contra el mundo, sus divisiones sociales y violencia, como: I Labirinti (1970), Zil Zelub (1972), Annalisa e il diavolo (1973), L'intervista (1975), L'Agnone (1977), La guerra videologica (1978). En la mayoría de estas historietas, Buzzelli atribuye su rostro al protagonista. También cabe recordar Nevada Hill (con Jean-Pierre Gourmelen), H.P. (con Alexis Kostandi), Il mestiere di Mario, La face (con Francesco E. Cerrito), Un tipo angelico, Morgana y Zasafir.
Tras ganar el Premio Yellow Kid de 1973, se intensificó su colaboración con los editores italianos. Publicó trabajos en Linus, Alter Linus, Paese Sera, Il Messaggero, L'Espresso, L'Eternauta, Psyco, Corriere dei Ragazzi, Comic Art, Playmen, Menelik, l'Unità, L'Occhio, Satyricon (suplemento de La Repubblica). Al mismo tiempo, siguió colaborando con publicaciones francesas, como Le Monde o Fluide Glacial. Bajo el seudónimo de Blotz, realizó algunas ilustraciones eróticas para Charles Mensuel y las colecciones Démons y Buzzelliades.
Publicó sus últimos trabajos en su país, para la editorial Bonelli: L'uomo del Bengala, de la colección Un uomo un'avventura, con guion de Gino D'Antonio (1976), y el primer álbum especial del cómic más popular de Italia, Tex, publicado en 1989 en ocasión de los 40 años del personaje, con textos de Claudio Nizzi. En 1981, trabajó para Histoire du Far West en Bandes Desinées de Larousse.
A finales de los años 1980 también trabajó para la televisión italiana (Rai 2) y francesa (TV7). Durante toda su carrera siguió desarrollando su actividad de ilustrador y pintor, a la que se añade la de docente del "European Institute of Design".